# Janina Gorzelana
Janina Gorzelana, po mężu Bilska (ur. 24 czerwca 1954 w Szczecinie) – polska koszykarka, medalistka mistrzostw Polski, reprezentantka Polski.

## Kariera sportowa
Karierę sportową rozpoczęła w Czarnych Szczecin, w połowie sezonu 1974/1975 została zawodniczką Spójni Gdańsk, w której barwach występowała do 1986. Z gdańskim klubem zdobyła cztery tytuły wicemistrzyni Polski (1978, 1979, 1980, 1981) i brązowy medal mistrzostw Polski (1986).
Z reprezentacją Polski juniorek wystąpiła na mistrzostwach Europy w 1971 (6 m.) i 1973 (5 m.). Z reprezentacją Polski seniorek zagrała na mistrzostwach Europy w 1976 (6 m.) i 1978 (5 m.).